# Vitry-le-François
 Vitry-le-François  es una población y comuna francesa, en la región de Gran Este, departamento de Marne. Es la subprefectura del distrito de Vitry-le-François y el chef-lieu de los cantones de Vitry-le-François-Est y Ouest.

## Demografía
| 7 385                     | 6 925 | 7 194 | 6 909 | 7 749 | 6 822 | 7 412 | 7 795 | 7 151 | 7 263 | 7 431 | 6 898 | 7 616 | 7 760 | 7 670 | 8 022 | 8 400 | 8 561 | 8 487 | 8 511 | 8 568 | 8 876 | 9 082 | 9 061 | 7 584 | 11 131 | 14 795 | 16 879 | 19 372 | 18 261 | 17 033 | 16 737 | 14 873 |
| (Fuente: INSEE y Cassini) |       |       |       |       |       |       |       |       |       |       |       |       |       |       |       |       |       |       |       |       |       |       |       |       |        |        |        |        |        |        |        |        |